# Glenroy Gilbert
Glenroy John Gilbert (Port of Spain, 31 agosto 1968) è un ex velocista, lunghista e bobbista canadese.
In carriera è stato campione olimpico e due volte campione mondiale della staffetta 4×100 metri.

## Record nazionali

### Seniores
- Staffetta 4×100 metri: 37"69 ( Atlanta, 3 agosto 1996) (Robert Esmie, Glenroy Gilbert, Bruny Surin, Donovan Bailey)

## Palmarès

### Atletica leggera
| Anno | Manifestazione          | Sede          | Evento         | Risultato        | Prestazione | Note                                    |
| ---- | ----------------------- | ------------- | -------------- | ---------------- | ----------- | --------------------------------------- |
| 1988 | Giochi olimpici         | Seul          | Salto in lungo | 22º              | 7,61 m      |                                         |
| 1989 | Mondiali indoor         | Budapest      | Salto in lungo | 18º              | 7,33 m      |                                         |
| 1992 | Giochi olimpici         | Barcellona    | 4×100 m        | Semifinale       | dnf         |                                         |
| 1993 | Universiadi             | Buffalo       | 100 m piani    | Bronzo           | 10"14       |                                         |
| 1993 | Mondiali                | Stoccarda     | 200 m piani    | Quarti di finale | 20"81       |                                         |
| 1993 | Mondiali                | Stoccarda     | 4×100 m        | Bronzo           | 37"83       | Record nazionale                        |
| 1994 | Giochi del Commonwealth | Victoria      | 4×100 m        | Oro              | 38"39       |                                         |
| 1995 | Giochi panamericani     | Mar del Plata | 100 m piani    | Oro              | 10"21       |                                         |
| 1995 | Mondiali                | Göteborg      | 100 m piani    | Quarti di finale | 10"41       |                                         |
| 1995 | Mondiali                | Göteborg      | 4×100 m        | Oro              | 38"31       |                                         |
| 1996 | Giochi olimpici         | Atlanta       | 100 m piani    | Quarti di finale | 10"28       |                                         |
| 1996 | Giochi olimpici         | Atlanta       | 4×100 m        | Oro              | 37"69       | Record nazionale                        |
| 1997 | Mondiali                | Atene         | 4×100 m        | Oro              | 37"86       | Miglior prestazione mondiale stagionale |
| 2000 | Giochi olimpici         | Sydney        | 4×100 m        | Semifinale       | 38"92       |                                         |

### Bob
| Anno | Manifestazione  | Sede        | Evento        | Risultato | Prestazione | Note |
| ---- | --------------- | ----------- | ------------- | --------- | ----------- | ---- |
| 1994 | Giochi olimpici | Lillehammer | Bob a due     | 15º       | 3'33"49     |      |
| 1994 | Giochi olimpici | Lillehammer | Bob a quattro | 11º       | 3'29"56     |      |